# Coras (peuple)
Pour les articles homonymes, voir cora.
Les Coras sont un groupe ethnique qui habite dans la sierra de Nayarit, et plus précisément dans la commune du Nayar, à l’ouest de l'État de Nayarit (au Mexique). On compte  également quelques communautés dans l'état de Jalisco, voisin de Nayarit. Les Coras se nomment eux-mêmes nayeeri, ethnonyme duquel dérive le nom de l'état de Nayarit. En 1995, l'Institut National des Indigènes, aujourd'hui la Commission Nationale pour le Développement des Peuples Indigènes du Mexique, calculait que le groupe ethnique était composé  d'environ  28 718 membres.

## Langue
La langue des Coras est une langue indigène du Mexique, et il est utilisé seulement par une partie de ce groupe ethnique. La langue nayeri, comme elle est nommée par les Coras, appartient à l'espace linguistique mesoamericaine, et est apparenté au huichol — avec lequel elle forme le groupe coracholano — et à moindre mesure avec le nahuatl. Après l'approbation de la Loi des Droits Linguistiques en Mexique, le cora est reconnu comme langue nationale. Il est commun que les Coras utilisaient leur langue pour communiquer entre eux, bien qu'ils la mélangent avec l'espagnol moderne et utilisent des expressions de l'ancien espagnol qu'ils dénomment « castilla ».

## Religion

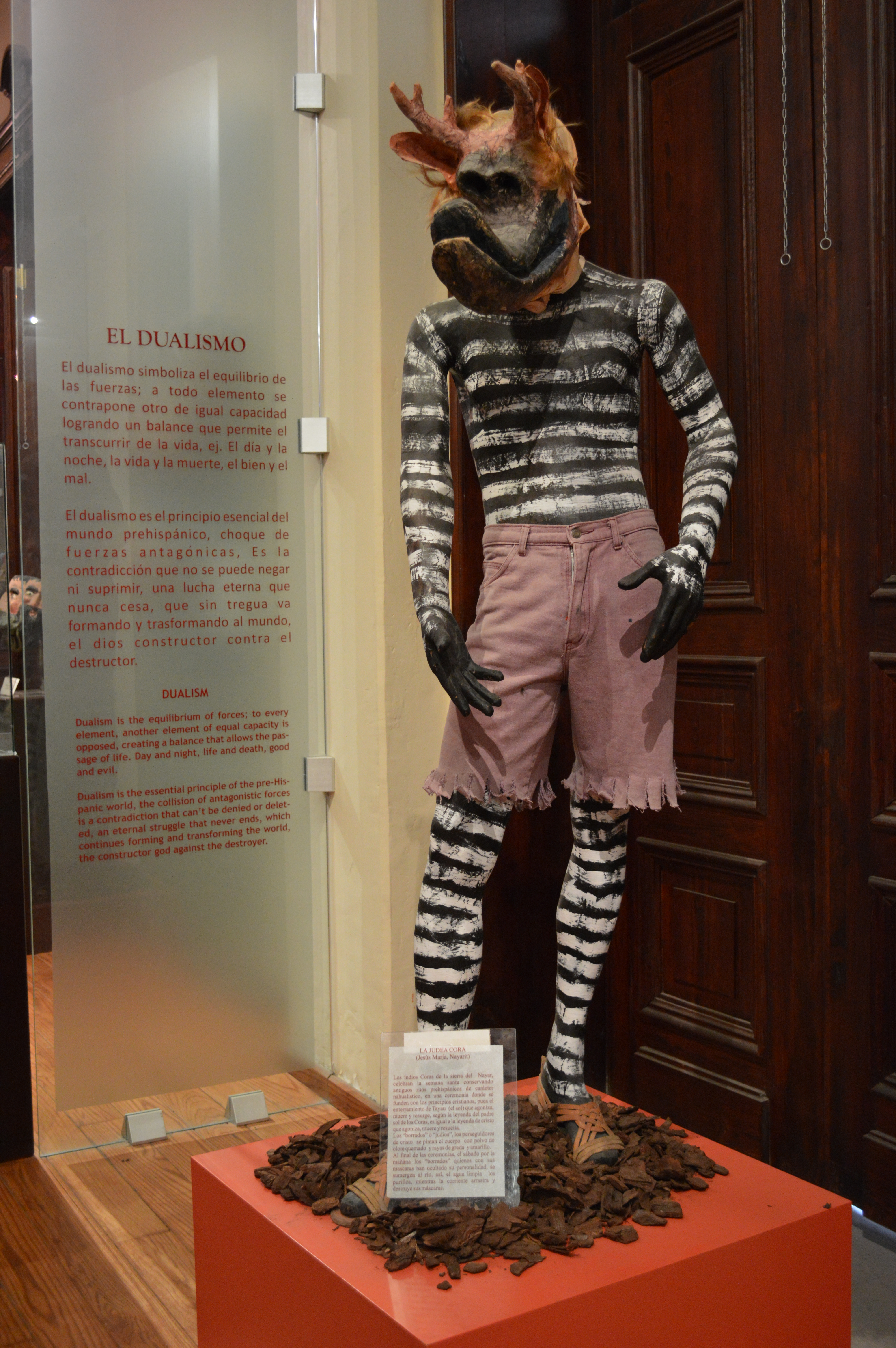
Mannequin d'un cora masqué "Judas" danseur au Museo Nacional de la Máscara.

La religion cora est un syncrétisme entre la religion traditionnelle cora et la religion catholique qui a été introduit en Nayarit après de la conquête espagnole.
La religion cora a trois divinités principales. Le dieu suprême est Tayau qui signifie Notre Père. Tayau est une divinité du Soleil qui voyage dans le ciel pendant le jour, s’asseyant sur une chaise d'or à midi. Les coras croient que les nuages sont la fumée de sa pipe. Auparavant, les prêtres de Tayau, les Tonatí, étaient l'autorité la plus grande des communautés coras. Son épouse est Tetewan la déesse de la fertilité associée avec la lune, la pluie et le point cardinal de l'ouest.